# Roland Rino Büchel
Pour les articles homonymes, voir Büchel.
Roland Rino Büchel, né le 8 octobre 1965 à Altstätten (originaire de Rüthi SG), est une personnalité politique suisse du canton de Saint-Gall, conseiller national depuis 2010 et membre de l'Union démocratique du centre.

## Biographie
Roland Rino Büchel nait en 1965 dans le Rheintal st-gallois.
Il effectue un apprentissage de commerce dans une banque st-galloise locale.
Avant son entrée en politique, il intègre le Département fédéral des affaires étrangères dans différents postes en Europe et en Amérique du Sud à la fin des années 1990.
Après son retour en Suisse en 1990, il devient manager sportif et conseiller pour différentes organisations sportives. Il est considéré par la radio alémanique SRF comme un « profond connaisseur de la FIFA », y ayant travaillé par le passé, mais faisant partie en 2019 d'un des critiques durs envers l'institution de football, en l'accusant d'être la mère du népotisme (« Die FIFA ist quasi die Mutter der Vetternwirtschaft »),.

## Carrière politique
Il est candidat au Conseil national pour la première fois en 2007.
Premier des viennent-ensuite de sa liste électorale, il remplace le 1er mars 2010 Jasmin Hutter à la suite de son retrait du Conseil national, et ce pour cause de grossesse. Après ses réélections en 2011 et en 2015, il devient une des seules figures de l'UDC st-galloise connues au niveau national, avec Toni Brunner, alors président de l'UDC suisse.
Lors des élections fédérales de 2019, il se porte candidat contre Paul Rechsteiner, sénateur sortant, et Benedikt Würth, candidat démocrate-chrétien, au Conseil des États. Dans une interview précédant ces élections, il décrit Rechsteiner comme « Mathusalem du Parlement ».
Après sa réélection en 2019, il est le préféré de son parti, l'UDC, pour prendre la présidence du Conseil national, mais il annonce en novembre 2019 ne pas vouloir briguer le poste.
Dans le cadre de son mandat au Conseil national, il membre de la commission de politique extérieure (CPE-N), qu'il a présidée de 2015 à 2017, et de la délégation suisse auprès de l'Assemblée parlementaire du Conseil de l'Europe. Il est également membre du bureau du Conseil national depuis 2015.
Il est membre de l'Action pour une Suisse indépendante et neutre et s'est prononcé contre le projet d'accord-cadre avec l'Union européenne. Il est décrit en 2019 par SRF comme un opposant véhément à l'UE. Il s'engage aussi pour le maintien de certaines ambassades suisses à l'étranger et pour la Cinquième Suisse.